# Pelatantheria
Pelatantheria é um género botânico pertencente à família das orquídeas (Orchidaceae).

## Espécies
1. Pelatantheria bicuspidata   Tang & F.T.Wang, Acta Phytotax. Sin. 1: 101 (1951)
2. Pelatantheria cristata   (Ridl.) Ridl., J. Linn. Soc., Bot. 32: 373 (1896)
3. Pelatantheria ctenoglossum   Ridl., J. Linn. Soc., Bot. 32: 372 (1896)
4. Pelatantheria eakroensis   Haager, Orchid Digest 57: 41 (1993)
5. Pelatantheria insectifera   (Rchb.f.) Ridl., J. Linn. Soc., Bot. 32: 373 (1896)
6. Pelatantheria rivesii   (Guillaumin) Tang & F.T.Wang, Acta Phytotax. Sin. 1: 101 (1951)
7. Pelatantheria scolopendrifolia   (Makino) Aver., Bot. Zhurn. (Moscow & Leningrad) 73: 432 (1988)
8. Pelatantheria woonchengii   P.O'Byrne, Malayan Orchid Rev. 43: 98 (2009)

## igações externas
- (em inglês) Orchidaceae in L. Watson and M.J. Dallwitz (1992 onwards). The Families of Flowering Plants: Descriptions, Illustrations, Identification, Information Retrieval.
- (em inglês) Catalogue of Life
- (em inglês) Angiosperm Phylogeny Website
- (em inglês) GRIN Taxonomy of Plants
- (em inglês) USDA
- (em inglês) ITIS